# Гесвейк (Утрехт)
Гесвейк (нід. Heeswijk) — село в нідерландській провінції Утрехт. Входить до муніципалітету Монтфорт.
Його площа становить 3,45 км², а населення станом на 2021 рік складало 690 осіб.